# Grafo integral
No campo da matemática da teoria dos grafos, um grafo integral é um grafo cujo espectro consiste inteiramente de inteiros. Em outras palavras, um grafo é um grafo integral, se todos os autovalores dos seus polinômios característicos são inteiros.
O conceito foi introduzido em 1974 por Harary e Schwenk.

## Exemplos
- O grafo completo Kn é integral para todo n.
- O grafo sem arestas {\displaystyle {\bar {K}}_{n}} é integral para todo n.
- Entre os grafos cubicos simétricos, o grafo utilitário, o grafo de Petersen, o grafo de Nauru e o grafo de Desargues são integrais.
- O grafo de Higman–Sims, o grafo de Hall–Janko, o grafo de Clebsch, o grafo de Hoffman–Singleton, o grafo de Shrikhande e o grafo de Hoffman são integrais.